# Harry Potter (personaje)
Harry James Potter (Valle de Godric, 31 de julio de 1980) es el protagonista de la serie de libros Harry Potter de J. K. Rowling.
En su undécimo cumpleaños se entera de que es un mago y la trama de los libros se centra principalmente en los años en los que el huérfano Potter concurre al Colegio Hogwarts de Magia y Hechicería para practicar bajo la guía del director Albus Dumbledore y demás profesores. 
Allí,  Harry también descubre que ya es famoso en todo el mundo mágico y que su destino está atado al de Lord Voldemort...

"[...] Harry había sido siempre pequeño y muy flaco para su edad. Incluso parecía más pequeño y enjuto de lo que realmente era, porque toda la ropa que usaba eran prendas viejas de Dudley, y su primo era cuatro veces más grande que él. Harry tenía un rostro delgado, rodillas huesudas, pelo negro y ojos verdes brillantes. Usaba anteojos redondos siempre pegados con cinta adhesiva, por todas las veces que Dudley lo había golpeado en la nariz. Lo único que a Harry le gustaba sobre su apariencia era esa pequeña cicatriz en la frente, con la forma de un rayo."
Rowling, 1997, «El vidrio desapareció»

## Concepto y creación
De acuerdo con Rowling, la idea para tanto los libros de "Harry Potter vino mientras esperaba un tren atrasado desde Manchester hasta Londres en 1990". Añadió que la idea de "este niño flaco, con pelo negro y gafitas que no sabía que tenía poderes mágicos, se fue haciendo cada vez más real ante mí" Mientras desarrollaba las ideas para su libro, ella también decidió hacer a Harry un huérfano que asistía a un internado llamado Hogwarts. Ella explicó en una entrevista en 1999 con The Guardian: "Harry DEBÍA ser un huérfano — para ser un agente libre, sin miedo de fallarle a sus padres, decepcionarlos... y Hogwarts DEBE ser un internado —¡la mitad de las cosas importantes suceden de noche! Luego está la seguridad. Tener un hijo propio refuerza mi creencia de que los niños buscan sobre todo la seguridad, y eso es lo que Hogwarts le ofrece a Harry."
La muerte de su propia madre el 30 de diciembre de 1990 inspiró a Rowling a escribir a Harry Potter como un niño anhelando a sus padres muertos, sus sentimientos haciéndose "mucho más profundos, mucho más reales" que en borradores anteriores, ya que ella misma se relacionaba con él. En una entrevista en 2000 con The Guardian, Rowling también estableció que el personaje de Wart en la novela de T. H. White Camelot es "el ancestro espiritual de Harry." Finalmente, ella estableció la fecha de nacimiento de Harry como el 31 de julio, la misma que la de ella. Sin embargo, ella mantuvo que Harry no estaba directamente basado en ninguna persona real: "Él sólo salió de una parte de mí".
Rowling también mantuvo que Harry es un modelo a seguir en la vida real apropiado para niños. "La ventaja de un héroe o heroína ficticio es que pueden conocerlo mejor de lo que pueden conocer a un héroe real, a varios de los cuales nunca los conocerían. [...] Si a la gente le agrada Harry y se identifican con él, estoy complacida, porque pienso que él es muy agradable."

## Apariciones

### Primer libro
Harry aparece por primera vez en Harry Potter y la piedra filosofal. Comenzando en 1981, cuando Harry tenía solo un año, sus padres, James y Lily, fueron asesinados por el mago tenebroso más poderoso, Lord Voldemort. Él también intentó matar a Harry, pero no tuvo éxito y solo dejó una cicatriz con forma de rayo en la frente de Harry. El cuerpo de Voldemort fue destruido, pero su mente no. Más tarde, Harry se entera de que la razón por la que sobrevivió fue debido al autosacrificio de Lily por él, y ese amor era algo que Voldemort no pudo destruir.
De acuerdo con Rowling, dar contenido a esta historia de fondo fue una cuestión de planificación inversa: "La idea básica... Harry [...] no sabía que era un mago. [...] Y así que luego como que trabajé al revés desde esa posición para averiguar cómo podría ser eso, que él no sabía qué era. [...] Cuando él tenía un año, el mago más malvado en miles y miles de años intentó matarlo. Él mató a los padres de Harry, y luego trató de matar a Harry — trató de maldecirlo. [...] Harry debe averiguarlo, antes de que los averigüemos. Y por alguna misteriosa razón, el maleficio no funcionó en Harry. Así que él queda con su cicatriz con forma de rayo en su frente y el maleficio rebotó sobre el mago malvado, que ha estado escondido desde entonces."
Como resultado, Harry es escrito como un huérfano viviendo con la única familia que le queda, los Dursley, que son negligentes y abusivos. En su decimoprimer cumpleaños, Harry se entera de que es un mago cuando Rubeus Hagrid llega para contarle que él asistirá al Colegio Hogwarts de Magia y Hechicería. Allí aprende sobre el mundo mágico, sus padres, y su conexión con el Señor Tenebroso. Pese a que en un principio el gorro seleccionador determina que debería ir a la casa de Slytherin, al final decide que pertenezca a la casa de Gryffindor, rápidamente se hace amigo de sus compañeros Ron Weasley y Hermione Granger, y frustran el intento de Voldemort de robar la piedra filosofal. También forma una rivalidad con los personajes Draco Malfoy, un alumno de una familia mágica elitista, y el frío y condescendiente profesor de Pociones, Severus Snape, el mentor de Draco y jefe de la casa de Slytherin. Ambas enemistados continúan a lo largo de la serie. En una entrevista en 1999, Rowling dijo que Draco está basado en varios matones de patio escolar prototípicos con los que se encontró y Snape en un profesor sádico suyo que abusaba de su poder.
Rowling dijo que el capítulo sobre el espejo de Oesed en Harry Potter y la piedra filosofal es su favorito; el espejo refleja el deseo más profundo de Harry, es decir, ver a sus padres junto a él. Su escena divertida favorita es cuando Harry sin querer libera a una boa constrictora del zoológico en presencia de los aterrorizados Dursley.

### Segundo a cuarto libros
En el segundo libro, Harry Potter y la cámara secreta, Rowling enfrenta a Harry con Tom Sorvolo Riddle. El "recuerdo" de lord Voldemort dentro de un diario secreto que ha poseído a la hermana menor de Ron, Ginny Weasley. Cuando los estudiantes hijos de muggles de pronto comienzan a ser petrificados, varios sospechan que Harry pueda estar detrás de los ataques, tras haber dado muestra de su capacidad de hablar pársel, cualidad asociada al heredero de Slytherin, alejándolo más de sus pares. Además, Harry comienza a dudar de su valía de la casa de Gryffindor, en particular considerando que descubre que comparte esta habilidad de Voldemort de comunicarse con las serpientes a través del idioma pársel. En el clímax, Ginny desaparece. Para rescatarla, Harry lucha con Riddle y el monstruo escondido en la Cámara Secreta, al que Riddle controla. Para derrotar al monstruo, un basilisco, Harry saca la espada de Godric Gryffindor del Sombrero Seleccionador proporcionado por el fénix de Dumbledore, Fawkes. Al hacerlo, Dumbledore más tarde le regresa el autoestima a Harry explicándole que esa hazaña es una clara prueba de su valía de su actual casa.
En el tercer libro, Harry Potter y el prisionero de Azkaban, Rowling usa una premisa de viaje en el tiempo. Harry se entera de que sus padres fueron traicionados con Voldemort por su amigo Peter Pettigrew, quien culpó al padrino de Harry Sirius Black por los crímenes, condenándolo a Azkaban, la prisión mágica. Cuando Sirius escapa para encontrar a Harry, él y Hermione usan un giratiempo para salvar a Sirius y a un hipogrifo llamado Buckbeak. Cuando Pettigrew escapa, un Sirius inocente se convierte en un fugitivo perseguido una vez más. Harry aprende cómo crear un Patronus, que toma la forma de un ciervo, el mismo que el de su padre.
En los libros anteriores, Harry es escrito como un niño, pero Rowling dice que en la cuarta novela, Harry Potter y el cáliz de fuego, "Los horizontes de Harry se amplían literal y metafóricamente a medida que crece." La madurez en desarrollo de Harry se hace aparente cuando siente un interés romántico por Cho Chang, una estudiante de la casa de Ravenclaw. La tensión aumenta, sin embargo, cuando Harry es misteriosamente elegido por el cáliz de fuego para competir en el peligroso Torneo de los Tres Magos, aun cuando otro campeón de Hogwarts, Cedric Diggory, ya ha sido elegido.
Voldemort usa el Torneo para elaborar un esquema para atraer a Harry en una trampa mortal. Durante la última prueba del Torneo, Harry y Cedric son transportados a un cementerio, ya que ellos dos deciden ganar juntos y resultó que la copa era un traslador, donde Cedric es asesinado por Peter Pettigrew, y Voldemort, ayudado por Pettigrew, usa la sangre de Harry en un macabro ritual para resucitar su cuerpo. Cuando Harry se bate a duelo con Voldemort, los núcleos de sus varitas se conectan, forzando que los ecos de los espíritus de las víctimas de Voldemort, entre ellos Cedric y James y Lily Potter, salgan despedidos de su varita. Los espíritus protegen brevemente a Harry mientras él escapa a Hogwarts con el cuerpo de Cedric. Para Rowling, esta escena es importante porque muestra la valentía de Harry, y al recuperar el cadáver de Cedric, demuestra altruismo y compasión. Dice Rowling, "él quiere ahorrarle a los padres de Cedric un dolor adicional." Ella agregó que evitar que el cuerpo de Cedric caiga en manos de Voldemort está basado en la clásica escena en la Ilíada donde Aquiles recupera el cuerpo de su mejor amigo Patroclo de las manos de Héctor. Rowling también mencionó que el cuarto libro completa una era en la vida de Harry, y los tres libros restantes son otra, "Él ya no está protegido. Ha estado muy protegido hasta ahora. Pero es muy joven para tener esa experiencia. La mayoría de nosotros no lo entendemos hasta un poco después en la vida. Él sólo está llegando a los 15 y eso es todo ahora."

### Quinto y sexto libros
En el quinto libro, Harry Potter y la Orden del Fénix, el Ministerio de Magia ha estado librando una campaña de desprestigio contra Harry y Dumbledore, cuestionando sus declaraciones del regreso de Voldemort. Se hace que Harry sea visto como un mentiroso en busca de atención, y Dumbledore como un alborotador. Un nuevo personaje es introducido cuando el Ministerio de Magia designa a Dolores Umbridge como la profesora de Defensa contra las Artes Oscuras de Hogwarts (y espía del Ministerio). Debido a las paranoicas sospechas del Ministerio de que Dumbledore está armando un ejército de magos para derrocarlos, Umbridge se niega a enseñarle magia defensiva real a los estudiantes. Ella adquiere más poder gradualmente, finalmente destituyendo a Dumbledore y tomando el control de la escuela. Como resultado, el comportamiento cada vez más enojado y errático de Harry casi lo aleja de Ron y Hermione.
Rowling dijo que puso a Harry bajo tensión emocional extrema para mostrar su humanidad y vulnerabilidad emocional, en contraste a su némesis, Voldemort. "[Harry es] un héroe muy humano, y esto es, obviamente, hay un contraste, entre él, como un héroe muy humano, y Voldemort, que se ha deshumanizado deliberadamente. Y Harry, por lo tanto,  tenía que alcanzar el punto donde casi se colapsa, y dice que no quería jugar más, ya no quería ser un héroe — y había perdido demasiado. Y no quería perder nada más. Así que — Fénix fue el punto en el que yo decidí que él tendría su colapso."
Al ser impulsado por Hermione, Harry forma una organización estudiantil secreta llamada el Ejército de Dumbledore para enseñar Defensa contra las Artes Oscuras más significativa, ya que la profesora Umbridge solo los hace leer de un libro. Su plan es frustrado, sin embargo, cuando un miembro del Ejército de Dumbledore, Marietta Edgecombe, los delata con Umbridge, causando que Dumbledore sea destituido como director. Harry sufre otro golpe emocional, cuando su amado padrino, Sirius, es asesinado durante un duelo con la prima de Sirius, la mortífaga Bellatrix Lestrange, en el Departamento de Misterios, pero Harry finalmente frustra el plan de Voldemort de robar una importante profecía. Rowling dijo: "Y ahora él [Harry] renacerá de sus cenizas fortalecido." Una trama secundaria de la Orden del Fénix involucra el romance de Harry con Cho Chang, pero la relación se desenmaraña rápidamente. Dice Rowling: "Ellos nunca iban a ser felices, ¡era mejor que terminara temprano!"
En el sexto libro, Harry Potter y el misterio del príncipe, Harry entra en una pubertad tumultuosa que, dice Rowling, se basa en los difíciles años de la adolescencia de ella y su hermana menor. Rowling también hizo una declaración íntima sobre la vida personal de Harry: "Debido a las demandas de la aventura que Harry está siguiendo, él ha tenido menos experiencia sexual de la que los niños de su edad deberían tener." Esta inexperiencia con el romance fue un factor en la relación fallida de Harry con Cho. Ahora sus pensamientos conciernen a Ginny, y un punto vital de la trama en el último capítulo incluye a Harry terminando su romance floreciente para protegerla de Voldemort.
Un nuevo personaje aparece cuando el antiguo profesor de Pociones de Hogwarts Horace Slughorn reemplaza a Snape, quien asume el puesto de Defensa contra las Artes Oscuras. Harry pronto tiene éxito en Pociones, usando un viejo libro que una vez perteneció a un talentoso estudiante solo conocido como “el Príncipe Mestizo”. El libro contiene varias notas, revisiones y nuevos hechizos escritos a mano; Hermione, sin embargo, cree que el hecho de que Harry lo use es hacer trampa. A través de reuniones privadas con Dumbledore, Harry se entera de la juventud de Voldemort, su ascenso al poder, y cómo dividió su alma en Horrocruxes para alcanzar la inmortalidad. Dos Horrocruxes han sido destruidos —el diario y el anillo—; y Harry y Dumbledore localizan otro, aunque es falso. Cuando los mortífagos invaden Hogwarts, Snape mata a Dumbledore. Mientras Snape escapa, él proclama que es el Príncipe Mestizo. Ahora cae sobre Harry encontrar y destruir los Horrocruxes restantes de Voldemort y vengar la muerte de Dumbledore. En una entrevista en 2005, Rowling dijo que, después de los eventos del sexto libro, Harry ha "considerado que están en guerra ahora. Se ha hecho más aguerrido. Ahora está listo para salir a luchar. Y va por la venganza."
Este libro también se centra en las misteriosas actividades del rival de Harry, Draco Malfoy. Voldemort ha coaccionado a un Malfoy aterrado a intentar matar a Dumbledore. Durante un duelo en el baño de Myrtle la Llorona, Harry usa el hechizo del Príncipe Mestizo, Sectumsempra, sobre Malfoy, quien sufre heridas casi-letales como resultado. Harry queda horrorizado por lo que ha hecho y llega a sentir lástima por Draco, después de enterarse de que fue forzado a obedecer a Voldemort bajo la amenaza de la muerte de sus padres.

### Último libro
En Harry Potter y las Reliquias de la Muerte, Harry, Ron y Hermione abandonan Hogwarts para completar la tarea de Dumbledore: buscar y destruir los cuatro Horrocruxes de Voldemort restantes, luego encontrar y matar al Señor Tenebroso. Los tres se enfrentan contra el estado policial totalitario recién formado de Voldemort, una acción que prueba el coraje y el carácter moral de Harry. El apoderamiento de Voldemort del Ministerio de Magia lleva a las políticas discriminatorias y genocidas contra los hijos de muggles, impulsadas por publicidad y miedo. De acuerdo con J. K. Rowling, las escenas reveladoras son cuando Harry usa el maleficio Imperius y el maleficio Cruciatus, maleficios imperdonables para el control mental y la tortura, sobre los sirvientes de Voldemort, y también cuando usa el Sectumsempra contra Draco Malfoy durante la pelea del baño en el sexto libro. Cada momento muestra un lado "imperfecto y mortal" de Harry. Sin embargo, ella explica, "Él también está en una situación extrema, e intentando defender a alguien muy bueno contra un oponente violento y sanguinario."
Harry experimenta visiones perturbadoras ocasionales de Draco siendo forzado a realizar los mandatos de los mortífagos y "Le asqueó [...] el modo en que Voldemort utilizaba a Draco", mostrando nuevamente su compasión por un enemigo.
Ninguno de los Horrocruxes que Harry debe encontrar es fácil de destruir. Lo único que los puede destruir es el veneno de basilisco —por lo que también es útil la espada de Gryffindor—, el Fuego Maligno, u otras sustancias destructivas poderosas. En la cámara secreta, Harry destruye el diario de Tom Riddle, con un colmillo de basilisco, y en el misterio del príncipe Dumbledore destruye el anillo de Marvolo Gaunt con la espada de Gryffindor. Ron destruye el guardapelo de Slytherin con la espada, Hermione destruye la copa de Hufflepuff con un colmillo de basilisco, y Vincent Crabbe destruye la diadema de Ravenclaw con Fuego Maligno. Neville mata a la serpiente Nagini con la espada, y Voldemort destruye el Horrocrux accidental: un fragmento de alma dentro de Harry.
Harry llega a reconocer que su propia mentalidad única lo hace predecible ante sus enemigos y a veces nubla su percepción. Cuando Voldemort mata a Snape más tarde en la historia, Harry se entera de que Snape no era el asesino traicionero que creía que era, sino un trágico antihéroe que era leal a Dumbledore. Los recuerdos de Snape revelan que amaba a la madre de Harry, Lily, pero su amistad terminó con su asociación a los mortífagos y sus creencias pro-sangre pura. Cuando Voldemort asesinó a los Potter, un Snape afligido juró proteger al hijo de Lily, aunque odiaba al joven Harry por ser el hijo de James Potter. Los recuerdos también revelan que Snape no traicionó a Dumbledore al matarlo, sino que llevó a cabo el plan preestablecido del director. Dumbledore, moribundo por una maldición de lenta propagación, quería proteger la posición de Snape entre los mortífagos y evitar que Draco complete la orden de Voldemort de asesinarlo.
Para derrotar a Harry, Voldemort roba la varita más poderosa jamás creada, la Varita de Saúco, de la tumba de Dumbledore y realiza el maleficio asesino dos veces contra Harry con ella. El primer intento simplemente aturde a Harry dejándolo aparentemente muerto; el intento de asesinato falla debido a que Voldemort usó la sangre de Harry en su resurrección durante el cáliz de fuego. La protección que su madre le dio a Harry con su sacrificio ata a Harry a la vida, mientras la sangre de él y el sacrificio de ella corra por las venas de Voldemort. En el limbo entre la vida y la muerte en el que Harry queda al ser golpeado por el maleficio asesino, el espíritu de Dumbledore le cuenta a Harry que cuando Voldemort destruyó su propio cuerpo durante su intento fallido de matar a Harry cuando era bebé, Harry se convirtió en un Horrocrux involuntario; Harry no podía matar a Voldemort mientras el trozo de alma del Señor Tenebroso esté dentro del cuerpo de Harry. El pedazo del alma de Voldemort dentro de Harry es destruido con el primer maleficio asesino de Voldemort con la Varita de Saúco, ya que Harry enfrentó a la muerte voluntariamente.
En el clímax del libro, el segundo maleficio asesino de Voldemort lanzado a Harry también falla y rebota en Voldemort, matándolo de una vez por todas. El hechizo falta debido a que Harry, no Voldemort, se había convertido en el verdadero amo de la Varita de Saúco, y ésta no podía herir a su propio amo. Harry tiene cada una de las Reliquias —la Capa de la Invisibilidad, la Piedra de la Resurrección y la Varita de Saúco— en algún punto de la historia, pero nunca las une. Sin embargo, J. K. Rowling dijo que la diferencia entre Harry y Voldemort es que Harry acepta la mortalidad voluntariamente, haciéndolo más fuerte que su némesis. "el verdadero amo de la Muerte acepta que debe morir, y que hay cosas mucho peores en el mundo de los vivos." Al final, Harry decide dejar la Varita de Saúco en la tumba de Dumbledore y la Piedra de la Resurrección escondida en el bosque, pero conserva la Capa de la Invisibilidad ya que había pertenecido a su padre.
Es el último libro escrito por J.K Rowling pero no es el último libro de la saga, ya que J.K Rowling aceptó el legado maldito como canon. [cita requerida]

#### Epílogo
En el epílogo de las Reliquias de la Muerte, que transcurre 19 años después de la muerte de Voldemort, Harry y Ginny son una pareja y tienen tres hijos: James Sirius Potter, que ya ha estado en Hogwarts al menos un año; Albus Severus Potter, que está comenzando su primer año allí; y Lily Luna Potter, que está a dos años de comenzar su primer año en la escuela. Aunque el epílogo no dice explícitamente que Harry y Ginny están casados, los artículos de noticias y otras fuentes lo tratan como un hecho.
De acuerdo con Rowling, después de la derrota de Voldemort, Harry se une a la "reestructurada" Oficina de Aurores bajo la tutela de Kingsley Shacklebolt, y termina convirtiéndose en jefe de la oficina en 2007. Rowling dijo que su antiguo rival, Draco, tiene una reticente gratitud hacia Harry por salvar su vida en la última batalla, pero ambos no son amigos.

## Interpretación cinematográfica
En las ocho películas de Harry Potter estrenadas desde 2001-2011, Harry Potter ha sido interpretado por el actor británico Daniel Radcliffe. El productor David Heyman le pidió a Radcliffe que audicione para el papel de Harry en el 2000, al asistir a una obra titulada Stones in His Pockets en Londres. El papel ha sido altamente lucrativo para Radcliffe; para 2007, él tenía una riqueza estimada de £17 millones.
En una entrevista en 2007 con MTV, Radcliffe dijo que, para él, Harry es un clásico personaje llegando a la adultez: "Eso es lo de lo que las películas se tratan para mí: una pérdida de inocencia, yendo desde ser un joven niño maravillado del mundo a su alrededor, a alguien que es más aguerrido para el final de ellas." Él también dijo que, para él, los factores importantes en la psique de Harry son su síndrome del superviviente respecto a sus padres muertos y su prolongada soledad. Debido a esto, Radcliffe habló con un consejero de luto para ayudarlo a prepararse para el papel. Radcliffe fue citado diciendo que deseaba que Harry muera en los libros, pero clarificó que "no puedo imaginar ningún otro modo en que pueda concluir." Después de leer, el último libro, donde Harry y sus amigos en realidad sobreviven y tienen hijos, Radcliffe dijo que estaba orgulloso del final y elogió a Rowling por la conclusión de la historia. Radcliffe dijo que la pregunta que más veces le han preguntado es cómo Harry Potter ha influenciado su propia vida, a lo que él regularmente responde que "bien" y que no se sintió encasillado por el papel, sino que ve a interpretar a Harry como un gran privilegio.
El Harry de Radcliffe fue nombrado el 36° mejor personaje cinematográfico de todos los tiempos por Empire.

## Caracterización

### Apariencia
A lo largo de la serie, Harry es descrito con el pelo negro siempre despeinado como su padre, los ojos verdes brillantes de su madre, y una cicatriz con forma de rayo en su frente. Él es descrito con más detalle como "pequeño y muy flaco para su edad" con "un rostro delgado" y "rodillas huesudas". Usa gafas redondas, rotas y pegadas a él con cinta adhesiva a pesar de no ser miope. En el primer libro, la cicatriz es descrita como "Lo único que a Harry le gustaba sobre su apariencia". Cuando se le preguntó el significado detrás de la cicatriz en forma de rayo de Harry, Rowling dijo, "Yo quería que esté físicamente marcado por lo que ha atravesado. Era una expresión externa de lo que ha pasado en su interior. Le di una cicatriz en un lugar prominente para que las otras personas lo reconozcan. Es casi como ser el elegido o estar maldito, en un sentido." Rowling también dijo que Harry heredó el buen aspecto de sus padres. En la última parte de la serie Harry crece más alto, y para el séptimo libro se dice que es de "la misma estatura" que su padre.
Rowling explicó que la imagen de Harry vino a ella cuando imaginó al personaje por primera vez, viéndolo como un "niño flaco, con pelo negro y gafitas". El también mencionó que piensa que los anteojos de Harry son la clave de su vulnerabilidad.

### Personalidad
De acuerdo con Rowling, Harry es fuertemente guiado por su propia conciencia, y tiene un gran sentido de lo que está bien y mal. Al tener "acceso muy limitado a adultos de confianza", Rowling dijo, Harry "se ve forzado, para alguien tan joven, a tomar sus propias decisiones." Él "comete errores repetidamente", admitió ella, pero al final, él hace lo que su conciencia le dice que haga. De acuerdo con Rowling, una de las escenas cruciales de Harry fue en el cuarto libro, cuando protege el cuerpo de su compañero muerto Cedric Diggory de Voldemort, ya que muestra su valentía y altruismo.
Rowling dijo que entre los defectos del personaje de Harry están la ira y la impulsividad; sin embargo, Harry también es naturalmente honorable. "Él no es un niño cruel. Es competitivo, y es un luchador. Él no sólo se recuesta y se abusa. Pero él sí tiene integridad nata, lo que lo hace un héroe para los lectores. Es un muchacho normal, pero con aquellas cualidades que la mayoría de nosotros realmente admiramos." En su mayoría, Harry muestra humildad y modestia, a veces menospreciando sus logros; aunque usa una letanía de sus aventuras como ejemplos de su madurez al comienzo del quinto libro. Sin embargo, estos mismos logros son luego empleados para explicar por qué el debía liderar el Ejército de Dumbledore, momento en el que él afirma que solo tuvo suerte, y niega que lo hagan digno de autoridad. Después del séptimo libro, Rowling comentó que Harry tiene una fuerza de carácter definitiva, la cual ni siquiera Voldemort posee: la aceptación de la inevitable muerte.
Harry posee también excepcionales cualidades de líder desde edad temprana, siendo el líder principal del trío con Hermione y Ron. También lideró al Ejército de Dumbledore. Y unos años después se convirtió en un miembro de alto rango del Ministerio de Magia.

### Habilidades mágicas
A lo largo de la saga, Harry Potter es descrito como un talentoso aprendiz de mago. Tiene un talento particular para el vuelo en escoba, lo que se manifiesta en Harry Potter y la piedra filosofal la primera vez que lo intenta, y le da un puesto en el equipo de Quidditch un año antes de la edad mínima normal para unirse. Él se convierte en capitán en su sexto año. En su cuarto año, Harry es capaz de confrontar a un colacuerno húngaro sobre su escoba.
Harry también es talentoso en Defensa contra las Artes Oscuras, en lo que se hace experto debido a sus repetidos encuentros con Voldemort y varios monstruos. En su tercer año, Harry logra realizar un encantamiento Patronus muy avanzado, y para su quinto año se hace tan talentoso en la asignatura que es capaz de enseñarle a sus compañeros en el Ejército de Dumbledore, algunos incluso mayores que él, a defenderse contra las Artes Oscuras. A fin de ese año, él obtiene siete MHB: un ‘Extraordinario’ —en Defensa contra las Artes Oscuras, algo que ni siquiera Hermione logra—, cinco ‘Supera las expectativas’ —en Cuidado de Criaturas Mágicas, Encantamientos, Herbología, Pociones y Transformaciones—  y un ‘Aceptable’ —en Astronomía—. Las dos asignaturas restantes, Historia de la Magia y Adivinación, las reprueba con ‘Desastroso’ e ‘Insatisfactorio’, respectivamente. Él es un habilidoso duelista, el único de los seis miembros del Ejército de Dumbledore que no es herido ni incapacitado durante la batalla con los mortífagos en el Departamento de Misterios en Harry Potter y la Orden del Fénix. Él también repele a varios mortífagos durante su vuelo a la Madriguera al comienzo de Harry Potter y las Reliquias de la Muerte.
Harry también tiene la extraña habilidad de hablar y entender el pársel, el idioma de las serpientes, asociado con la magia oscura. Él obtiene esta habilidad debido a que alberga una parte del alma de Voldemort, y pierde esta capacidad después de la muerte de Voldemort al final de las Reliquias de la Muerte.

### Posesiones
Los padres de Harry le dejaron un gran montón de oro mágico, usado como moneda en el mundo mágico, en una bóveda en el banco de los magos, Gringotts. Después de la muerte de Sirius más tarde en la serie, todas sus posesiones son pasadas a Harry, incluyendo el número doce de Grimmauld Place, y la vasta cantidad de oro de Sirius fue transferida a la cuenta de Harry en Gringotts. Rowling notó que "el dinero de Harry en realidad nunca es tan importante en los libros, excepto que puede comprar su uniforme y otras cosas". También es usado como un contraste con Ron y su familia, que deben ser cuidadosos con su limitado oro.
Harry también hereda indirectamente dos de las preciadas posesiones de su padre. Una es el Mapa del Merodeador, recibido de sus dueños provisionales Fred y George Weasley, que dota a Harry de amplio conocimiento de las instalaciones, los terrenos y los ocupantes de Hogwarts. La otra es la capa de invisibilidad de su padre, dada a él por Dumbledore, que finalmente prueba que Harry es descendiente de Ignotus Peverell. Harry usa estas herramientas tanto como ayuda en las excursiones en la escuela como para proteger a sus seres queridos; la capa de invisibilidad, en particular, puede esconder a dos adultos. Si tres adultos se esconden bajo la capa, sus pies serán visibles. Cuando Harry alcanza la mayoría de edad a los diecisiete años, la señora Weasley le regala un reloj de bolsillo que había pertenecido a su hermano Fabian Prewett, como es tradicional darle a un muchacho un reloj cuando cumple diecisiete.
A lo largo de la mayoría de los libros, Harry también tiene una lechuza mascota llamada Hedwig, usada para llevar y traer mensajes y paquetes. Hedwig es asesinada en el séptimo libro, sobre lo que Rowling dice: "La pérdida de Hedwig representó una pérdida de inocencia y seguridad. Ella fue casi como un peluche para Harry por momentos. Que Voldemort la mate marcó el fin de su niñez. Lo lamento... ¡Sé que esa muerte perturbó a MUCHA gente!" Como jugador de Quidditch, Harry ha poseído dos escobas de alta calidad. La primera, una Nimbus 2000, la adquiere de la profesora McGonagall cuando se une al equipo de Quidditch de Gryffindor, a pesar de ser un estudiante de primer año. Esta escoba es destruida por el sauce boxeador durante un partido en el tercer año de Harry. Es remplazada por una Saeta de Fuego, una escoba aún más rápida —y cara—, comprada por Sirius para Harry; sin embargo, ya que se cree que Black trataba de matar a Harry en ese momento, la escoba es sometida a rigurosas inspecciones de seguridad antes de que a Harry se le permita usarla. Harry la usa a lo largo de todo el resto de la serie, hasta que ella, junto con Hedwig, se pierden durante el escape de Privet Drive de julio en el último libro.
Harry también posee un monedero de piel de moke usado para guardar objetos que nadie puede sacar, excepto el dueño. Él lo recibe de Hagrid como regalo para su decimoséptimo cumpleaños. Harry usa el monedero a lo largo del curso de las Reliquias de la Muerte para guardar varios objetos sentimentales (sin embargo, como él mismo admite, de otro modo sin valor) como el Mapa del Merodeador, un trozo del espejo doble que su padrino Sirius Black le dio, el guardapelo falso de R. A. B., la snitch que Dumbledore le legó —que contiene la Piedra de la Resurrección, la segunda Reliquia—, una carta de su madre para Sirius con parte de una foto —de él y su padre James—, y finalmente su propia varita rota —la cual Harry luego repara con la Varita de Saúco—.

### Árbol genealógico
En las novelas, Harry es el único hijo de James Potter y Lily Potter, huérfano desde que era bebé. Rowling hizo a Harry un huérfano desde los primeros borradores de su primer libro. Ella sintió que un huérfano sería el personaje más interesante sobre quien escribir. Sin embargo, después de la muerte de su madre, Rowling escribió a Harry como un niño anhelando ver a sus padres otra vez, incorporándole su propia angustia. Harry está categorizado como un mago mestizo en la serie, ya que, aunque ambos padres suyos eran magos, Lily era hija de muggles y James era sangre pura.
Los tíos de Harry le ocultaron la verdad sobre la muerte de sus padres, diciéndole que habían muerto en un accidente de coche. James Potter es un descendiente de Ignotus Peverell, el tercero de los tres propietarios originales de las Reliquias de la Muerte, y así también lo es Harry, una deducción que hace durante el curso del último libro. A través de su matrimonio con Ginny Weasley —una sangre pura—, Harry se vincula con la casa de los Black y tienen tres hijos. El mayor es James Sirius Potter, seguido de Albus Severus Potter y Lily Luna Potter, continuando el linaje de Ignotus Peverell. También, debido a que Ron se casó con Hermione, ellos son ahora cuñado y concuñada de Harry, respectivamente.

## Recepción
En 2002, Harry Potter fue votado n.° 85 entre los “100 mejores personajes ficticios” de la revista Book y también votado el 35° “peor británico” en el programa de Channel 4 100 Worst Britons We Love to Hate. Entertainment Weekly colocó a Harry Potter en el primer lugar en su lista de las “100 mejores películas, series de televisión y más”, diciendo, "Mucho tiempo después de que hemos dado vuelta la última página y visto el último crédito final, Harry aún se siente como alguien que conocemos. Y eso es lo más mágico sobre él." También fue colocado en el segundo lugar en la lista de los “100 mejores personajes de los últimos 20 años” de 2010, detrás de Homer Simpson de Los Simpson. UGO Networks listó a Harry como uno de los mejores héroes de todos los tiempos, diciendo, "Harry es un héroe para los jóvenes fans normalmente oprimidos y pisoteados allá afuera, que finalmente tienen un icono que es respetado y venerado por aquellos que de otro modo podrían considerar el usar túnica y agitar una varita como una idiotez." Harry Potter también fue colocado en el trigésimo sexto puesto en la lista de Empire de 2008 de los “100 mejores personajes cinematográficos de todos los tiempos”. IGN dijo que Harry Potter era su personaje de Harry Potter favorito, llamándolo una "figura simpática" y diciendo que, en respuesta a sus combates contra Voldemort, "Todos aman una desvalida historia del bien contra el mal".

## En la cultura popular

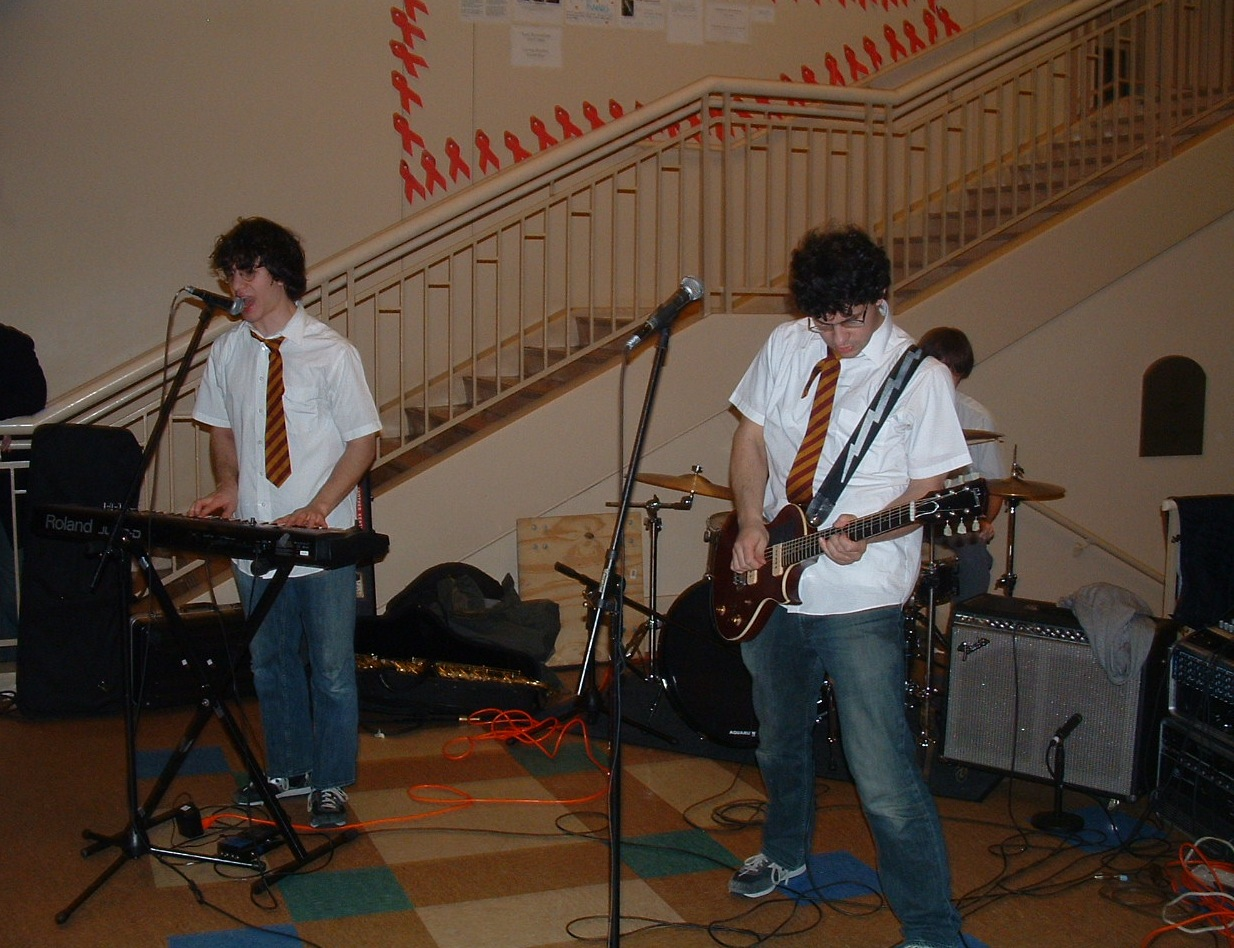
Harry and the Potters tocando en Horace Mann School en Riverdale, Bronx, Nueva York. Nótese el cabello negro y los anteojos de los artistas.

De acuerdo con HalloweenOnline, la serie de Harry Potter fue el quinto disfraz de Halloween más vendido de 2005. Además, las bandas de wizard rock, como Harry and the Potters y otras, normalmente se visten con el estilo de Harry Potter, luciendo cicatrices pintadas en la frente, pelucas negras, y anteojos redondos. El rock mágico es un movimiento musical que data del 2002, y consiste de al menos 200 bandas conformadas por jóvenes músicos, tocando canciones sobre Harry Potter. El movimiento se inició en Massachusetts con la banda Harry and the Potters, como cosplayers de Harry durante las funciones en vivo.

### Parodias
En abril de 2009, un grupo de estudiantes de la Universidad de Míchigan (StarKid Productions: Darren Criss, Joey Richter) realizó Harry Potter: The Musical, una parodia musical de dos actos que contaba con los elementos principales de todos los siete libros y una banda sonora original. Ellos pusieron el musical entero en su canal de YouTube, pero lo quitaron a fines de junio, para editar algunos elementos más maduros de los videos. El musical, re-titulado A Very Potter Musical, fue publicado el 5 de julio de 2009, protagonizado por Darren Criss como Harry Potter. Una secuela fue estrenada en la Harry Potter Conference Infinitus 2010, de HPEF, y fue publicada en YouTube el 22 de julio. La secuela se llamaba A Very Potter Sequel y trataba de los mortífagos usando el giratiempo para regresar en el tiempo al primer año de Harry en Hogwarts.
Harry Potter es parodiado en la serie Barry Trotter del escritor estadounidense Michael Gerber, donde un “Barry Trotter” aparece como el antihéroe homónimo. En su página principal, Gerber describe a Trotter como un personaje desagradable que "bebe demasiado, como un cerdo, duerme hasta el mediodía, y le debe dinero a todos." El autor dijo, "Ya que en verdad me gustaron los libros de Rowling, [...], me sentí obligado a tratar de escribir una parodia digna de los originales."
Otra parodia conocida de Harry Potter es la hecha por el youtuber el Bananero, en la cual retrata el universo de las películas con un tono humorístico para adultos y con alto contenido sexual. Dichas parodias se autodenominan "Trailerazos" y se llaman "Harry el Sucio Potter"; "Harry el Drogadicto Potter" y "Harry el Alcohólico Potter". En las mismas los personajes se llaman de distinta manera, tales como El Colorado (Ron Weasley); El Profe (Snape); El Peluca (Hagrid) o Butiffarri (Slughorn).

## Filmografía
- Columbus, Chris (2001). Harry Potter y la piedra filosofal. Warner Bros.
- ——————— (2002). Harry Potter y la cámara secreta. Warner Bros.
- Cuarón, Alfonso (2004). Harry Potter y el prisionero de Azkaban. Warner Bros.
- Newell, Mike (2005). Harry Potter y el cáliz de fuego. Warner Bros.
- Yates, David (2007). Harry Potter y la Orden del Fénix. Warner Bros.
- ————— (2009). Harry Potter y el misterio del príncipe. Warner Bros.
- ————— (2010). Harry Potter y las Reliquias de la Muerte: parte 1. Warner Bros.
- ————— (2011). Harry Potter y las Reliquias de la Muerte: parte 2. Warner Bros.